# Alberto André
Alberto Luis André Bonino (Montevideo, Uruguay, 13 de mayo de 1934 - 26 de julio de 2000) fue un ingeniero agrónomo y político uruguayo, quien se desempeñó como subsecretario del Ministerio de Ganadería, Agricultura y Pesca en 1989-1990.

## Primeros años
Nació en Montevideo el 13 de mayo de 1934.
Cursó estudios en la Facultad de Agronomía de la Universidad de la República, donde se graduó como ingeniero agrónomo.

## Actividad académica y privada
Realizó cursos de desarrollo rural en Francia, de organización y administración de proyectos en el Banco Mundial en Washington D. C., Estados Unidos, y de la FAO en Chile.
En la actividad privada se desempeñó como productor rural y asesor técnico.
En 1994 integró el consejo técnico consultor de la publicación Panorama rural de La Mañana.

## Actividad pública
A partir de 1964 cumplió funciones en la Dirección de Extensión del entonces Ministerio de Ganadería y Agricultura.
Trabajó en la Comisión Honoraria del Plan Agropecuario, como técnico regional en el departamento de Colonia, jefe del departamento de extensión y subdirector, entre 1965 y 1985.
En 1985 representó al gobierno uruguayo en la conferencia general de la FAO en Roma, Italia.
En 1986 fue nombrado Coordinador General de Fomento y Desarrollo del MGAP, cargo que ocupó durante tres años.

## Subsecretario de Ganadería, Agricultura y Pesca
El 9 de mayo de 1989 el presidente Julio María Sanguinetti y su ministro de Ganadería, Agricultura y Pesca Pedro Bonino Garmendia -de quien era sobrino segundo- designaron a André como nuevo subsecretario de dicha cartera,sustituyendo a Alberto Brause.
Ocupó el cargo durante casi diez meses, hasta la finalización del período presidencial de Sanguinetti.
En marzo de 1990, al asumir como nuevo presidente Luis Alberto Lacalle, Bonino y André fueron sucedidos como ministro y subsecretario del MGAP por Álvaro Ramos y Gustavo Ferrés respectivamente.

## Vida personal. Fallecimiento
Era hijo de Luis Alberto André Bonino y de María Isabel Bonino Bidart, quienes se casaran en 1930.
Contrajo matrimonio en 1959 con Juana Zorrilla de San Martín Llamas(hija de Alejandro Zorrilla de San Martín), con quien tuvo siete hijos, Jeannine, Luis Alberto, Pedro José, Mauricio, Eduardo Alejandro, Martín Raúl y Nicolás Gregorio André Zorrilla de San Martín. Su esposa le sobrevivió y falleció en octubre de 2023.
Alberto André falleció en Montevideo el 26 de julio de 2000, a los 66 años de edad.